# Ауксиліарій (католицизм)
Ауксиліарій (лат. Auxiliarius), або допоміжний єпископ — єпископ Римсько-католицької церкви, який призначається в численну єпархію, аби допомогти єпископу-ординарію. Також допоміжний єпископ може бути призначений в єпархію, ординарій якої з якихось причин нездатний виконувати свої функції.
Згідно з канонічним правом, жоден єпископ не може бути висвячений без права на певну і відокремлену єпархію, якою він керує, або фактично або потенційно. Тому допоміжні єпископи — титулярні єпископи єпархій, які більше не існують.
Канонічне право вимагає, щоб єпархіальний єпископ призначив кожного допоміжного єпископа генеральним вікарієм або єпископським вікарієм єпархії.